# 趙翠儀
趙翠儀（英語：Jessie Chiu，1974年6月1日—)是1998年香港小姐競選亚军之獎項，1998年9月初签約無綫電視，成為無綫電視經理人合約女藝員。後轉業投資理財顧問，2009年任豐盛環球理財高級副總裁。

## 劇集
- 1999年《布袋和尚》 飾 宮女
- 2000年《金裝四大才子》 飾 梁素菊

## 節目
- 1998年《旅遊大搜索》 （页面存档备份，存于）（第9-13集 與林峯、鄧健泓主持）
- 1998年《永安旅遊話你知 點解廣東咁好玩》 （页面存档备份，存于）（第84集 與林峯、陳詠嫻、朱健鈞主持）
- 1998年《康泰最緊要好玩》 （页面存档备份，存于）（第39-40集 港姐親善山東遊(上)(下) 與向海嵐、吳文忻主持）
- 1999年《爆笑急轉彎》（第6集）
- 2000年台慶鉅獻︰勇闖恐龍島（與林峯、鄧健泓主持）

## 外部
- Smart Money：豐盛趙翠儀智珠在握 （页面存档备份，存于）
- 98港姐嫁律師 趙翠儀紅褂新娘會成婚 （页面存档备份，存于）

| 前任： 李明慧 | 香港小姐競選亞軍 1998年 | 繼任： 原子鏸 |